# Notre-Dame-de-la-Rouvière
Notre-Dame-de-la-Rouvière è un comune francese di 443 abitanti situato nel dipartimento del Gard, nella regione dell'Occitania.

## Società

### Evoluzione demografica
Abitanti censiti